# Sonic Triple Trouble
Sonic Triple Trouble (conocido en Japón como Sonic & Tails 2) es un videojuego desarrollado por Aspect y distribuido por Sega en 1994 para la portátil Sega Game Gear protagonizado por Sonic el Erizo y su compañero Tails. Este es el único juego de la saga Sonic para la Game Gear que tiene un modo contrarreloj. Además, es la primera aparición de Knuckles en una consola de videojuegos de 8-Bits y la tercera aparición después de su primera aparición en Sonic 3 y su segunda aparición en Sonic & Knuckles.

## Argumento
Mientras el Doctor Eggman estaba probando su última arma de destrucción, uno de sus asistentes cometió un grave error, teniendo como resultado que cinco de las Esmeraldas del Caos se esparcieran por toda la Tierra. Sonic y Tails tienen que conseguir las cinco Esmeraldas del Caos antes que el Doctor Eggman, pero este no es solo su rival: Nack the Weasel (mayormente conocido como Fang the Sniper) vendrá a causar problemas, al igual que Knuckles, engañado por el Doctor Eggman.

## Sistema de juego
Este videojuego es del género de las plataformas, que se basa en superar determinados niveles y obstáculos en escenarios 2D (excepto un tipo de zona especial, en 3D), cada uno con una ambientación diferente.
Aquí, hay dos posibles personajes para pasar el juego, éstos son Sonic y Tails. Cada uno tiene sus habilidades diferentes, y tienen objetos únicos para cada uno. Además, con ambos personajes se puede pasar el juego, ya que en esta ocasión (no como ocurría en Sonic Chaos), Tails, al igual que Sonic, puede conseguir las cinco Esmeraldas del Caos.
El juego se compone de seis fases. La totalidad de las fases se componen de tres actos cada una, en las que las dos primeras se basan en que los protagonistas deben pasar por obstáculos y enemigos para llegar al final del acto, donde hay un panel giratorio que los protagonistas han de girar para concluir dicho acto. En el último acto de las cuatro primeras fases, deben vencer a uno de los monstruos creados por el Doctor Robotnik, en el último acto de la quinta fase, contra Knuckles y en el tercer acto de la sexta fase, Sonic y Tails deben hacer frente a 4 batallas diferentes. Aunque, para pasarse el juego, Sonic y Tails deben encontrar un monitor con la imagen de una Esmeralda del Caos cuando obtengan 50 anillos, ya que al destruirlo, pueden optar a conseguir una Esmeralda del Caos

## Enemigos
Sonic y Tails se encuentran a su paso por cada fase con algunos tipos de enemigos, conocidos como Badniks. Los Badniks son los robots que funcionan gracias al movimiento de animales atrapados en su interior, los cuales han sido capturados por el Doctor Robotnik, y los hay de tres tipos: Voladores, terrestres y acuáticos. Sonic y Tails pueden destruirlos usando el salto, ya que, al saltar, Sonic y Tails van rodando sobre sí mismos, comportándose como un arma letal contra los Badniks, aunque también pueden usar el Spin Dash (antes de empezar a rodar, cogen impulso dando vueltas a sí mismo en una posición estática). Al final de cada fase, Sonic o Tails deben vencer a una de las ingeniosas máquinas de Robotnik, excepto en los últimos actos de las fases quinta y sexta, donde se enfrentan a Knuckles y a 5 enemigos respectivamente. Excepto en la primera de las cinco fases especiales que conforman el juego, antes de coger la Esmeralda del Caos, los protagonistas han de luchar contra Nack the Weasel.

## Objetos
En cada fase, Sonic y Tails se encuentran una serie de objetos que facilitan su paso por cada uno de los actos:
Anillos: También conocidos como rings, abundan en la mayoría de los actos. La función principal es proteger a Sonic y Tails de los ataques de los Badniks, ya que ellos, nada más ser tocados por éstos, si no tuviera anillos, perderían una vida. Pero, si tienen aunque sea uno, Sonic y Tails no mueren, simplemente, pierden 30 anillos de los obtenidos hasta el momento en todos los actos 1 de todas las fases y en los actos 2 en las zonas de Great Turquoise, Sunset Park y Atomic Destroyer. En el segundo acto de las fases Meta Junglira, Robotnik Winter y Tidal Plant, pierde 50 anillos de los obtenidos. Si encuentran un monitor con la imagen de una Esmeralda del Caos, y al romper dicho monitor tiene el protagonista en su poder 50 o más anillos, pueden acceder a una fase especial para optar a conseguir una Esmeralda del Caos
Panel Giratorio Situado al final de cada acto (excepto en los últimos actos de cada fase). Aparece en su cara visible la faz del Doctor Robotnik, cuando Sonic (o Tails) lo toca, el panel gira (como su propio nombre indica). Dependiendo de ciertas características, en el panel aparecerá una ilustración u otra. Cada una refleja lo siguiente:
- Flickie: No pasa nada.

- Cara de Tails: Si es Sonic el personaje jugable, obtiene 1,000 puntos. Si es Tails el personaje jugable, obtiene una vida extra.

- Cara de Knuckles: Sonic (o Tails) obtiene una continuación, que se le añade a su contador de continuaciones.

- Cara de Sonic: Si es Tails el personaje jugable, obtiene 1,000 puntos. Si es Sonic el personaje jugable, obtiene una vida extra.

- Anillo: A Sonic (o Tails) le suman 10 anillos en su contador.

- Esmeralda del Caos: En el siguiente acto, el protagonista empezará con 50 anillos.

- Panel vuelta atrás: Tiene que girar otra vez el panel el protagonista.

Submarino: Este es un vehículo de uso exclusivo para Tails, que solo aparece en la fase Tidal Plant, apareciendo en todos los actos de dicha fase, aunque solo uno por cada acto. Es pequeño, y de color azul. Tails se puede montar tras saltar sobre él. Al estar montado, la música cambia. Metido en el submarino, Tails no necesita tomar aire. El submarino se puede desplazar a cualquier dirección.
Monitores de vídeo Presentes en casi todos los actos. Hay diversos tipos de monitores de vídeo, que se distinguen por la imagen que aparecen en el recuadro negro que incorpora. Para poder aprovechar las funciones de cada uno, Sonic (o Tails) debe romperlos saltando encima de ellos. Son:
- Súper anillo (Súper ring): Se distingue porque tiene en el monitor la imagen de un anillo. Al destruirlo, el protagonista obtiene 10 anillos (o rings) consecutivos, que suben al marcador respectivo.

- Esmeralda del Caos: Caracterizado por la imagen de una especie de diamante con forma de rombo de color naranja. Hay dos por fase: uno en el primer acto y otro en el segundo acto, y suele estar cerca del final del acto (aunque no siempre se cumple). Si Sonic y Tails encuentran este monitor, y tienen en su poder 50 anillos, al romperlo, aparecen una serie de estrellas en el cielo. Saltando a éstas, pueden optar a conseguir una Esmeralda del Caos en una fase especial. Si rompen el monitor cuando no tienen los 50 anillos requeridos, no pasa nada.

- Check Point: Caracterizado por tener en el monitor la imagen de una flecha orientada hacia el suelo. Al romper el monitor, Sonic (o Tails), al perder una vida, aparecerán en el lugar donde se rompió el último monitor de este tipo, aunque con una cantidad de 0 anillos y un tiempo de 0:00.

- Vida Extra: Caracterizado por tener en el monitor una imagen de la faz del personaje jugable. Al romper este monitor, el contador de vidas aumenta en 1 unidad.

- Potencia extra: Distinguido por la imagen de un zapato. Al destruir el monitor, el protagonista es capaz de correr a una velocidad supersónica durante un breve período de tiempo.

- Zapato volador: Caracterizado por tener la imagen de un zapato con una especie de mini cohete por detrás. Al romperlo, el personaje jugable puede surcar con estos zapatos por el cielo del escenario a sus anchas durante un breve período.

- Tiempo: Caracterizado por tener la imagen de un reloj. Solo aparece en algunas de las zonas especiales. Al romper este monitor, el contador del cronómetro se vuelve a situar en 1:29.

- Invencible: Caracterizado por tener en el monitor la imagen de numerosas estrellas. Al romper el monitor, el personaje jugable obtiene un escudo de estrellas que lo circundan y los ataques de los badniks no afectarán al protagonista, aunque no le protege de todos los obstáculos (por ejemplo: una caída al vacío) Sonic y Tails pueden destruir a los Badniks con solo tocarlos (ya no es necesario usar el salto o el Spin Dash).

- Pogo-Spring: Caracterizado por tener en el monitor la imagen de un muelle. Al romper este monitor, al protagonista se le pega un muelle a los pies, pudiendo saltar más alto. Para desprenderse de él, durante el salto, el usuario ha de pulsar el botón A.

- Hyper Heli-Tails: Este monitor solo le aparece a Tails. Se caracteriza por la imagen de Tails volando. Al romperlo, el personaje se pone en la postura de volar automáticamente y, durante un tiempo determinado, se le potencia la velocidad de su vuelo.

- Snowboard: Este monitor solo le aparece a Sonic, y únicamente aparece este monitor en la fase Robotnik Winter. Caracterizado por la imagen de una tabla de esquí. Al romper este monitor, Sonic aparece en una tabla de esquiar, pudiendo ir más rápido, romper bloques de hielo y saltar más alto. Si Sonic se toca con un badnik, o pulsa repetidamente los botones A y B, le desaparece la tabla, incluyendo un descenso del número de anillos en el primer caso.

- Propeller Shoes: Este monitor solo le aparece a Sonic, y únicamente aparece este monitor en la fase Tidal Plant. Caracterizado por una especie de zapato rojo en el monitor, a Sonic se le cambian los zapatos suyos habituales por unos dorados, que les permiten nadar a una gran velocidad durante un corto período. Aunque, si un enemigo le toca, Sonic pierde dicho objeto, perdiendo además 30 anillos si está en el primer acto, 50 si se trata del segundo acto.

- Rocket Shoes: Este monitor solo le aparece a Sonic. Caracterizado por la imagen de unos pequeños cohetes. Al romper este monitor, se le cambia a Sonic sus zapatos habituales por una especie de cohetes del mismo color. Durante un tiempo determinado, Sonic puede surcar por el escenario a sus anchas. Si se toca con un enemigo, Sonic pierde dichos cohetes, perdiendo 30 anillos si está en cualquiera los actos 1 de todas las fases (excepto Tidal Plant) y en los actos 2 en las zonas de Great Turquoise, Sunset Park y Atomic Destroyer. En el segundo acto de las fases Meta Junglira y Robotnik Winter, pierde 50 anillos.

## Fases

### Great Turquoise Zone
- Nombre en español: Zona Gran Turquesa

Zona clásica Tropical y Oceánica presente en todos los juegos de Sonic. Se caracteriza por un gran cielo abierto de color turquesa que da nombre a la zona. Existen también numerosas palmeras de tronco marrón y hojas verde presentes en muchas partes de cada acto, a las cuales los protagonistas se pueden subir, impulsándose gracias a los muelles ocultos que hay en todas ellas. El suelo es de color marrón, con hierba verde. También hay regiones montañosas con cascadas con gran fuerza de caudal. En el horizonte se pueden divisar un gran mar y una serie de archipiélagos que parecen muy lejanos. Las partes más bajas de la zona están sumergidas por agua donde las cascadas que te pueden arrastrar desembocan. Los enemigos de esta fase son una especie de abeja voladora que arroja una bomba y una tortuga amarilla inofensiva que tiene un muelle naranja en su lomo. El jefe final de fase es una versión de esta última, pero mucho más grande y sin resorte, capaz de volar. Esta batalla se divide en dos fases. La primera, se presenta en la zona sumergida, donde simplemente sobrevuela el escenario cerca del protagonista de manera inofensiva, siendo vulnerable a cualquier salto. La segunda fase se realiza fuera de esa zona, en tierra firme, donde la tortuga vuela a más altura, no pudiendo ser alcanzada con un salto normal, teniéndose que apoyar el protagonista en los muelles de las tortugas más pequeñas que aparecen a ambos lados de esta área para destruirla. Al final del acto, Knuckles hará que Sonic o Tails huyan de las Llamas que desatará.

### Sunset Park Zone
- Nombre en español: Zona del Parque del Ocaso

Una gran zona recubierta de Acero y con partes suntuosas. Caracterizado por el fondo naranja de atardecer (Que da nombre a la zona) con nubes de color blanco (aunque también puede ser un fondo de rejillas negras). Es una zona llena de raíles, y con un suelo robótico de color negro. Sonic y Tails pueden montar en los numerosos carros que hay en la zona para desplazarse a placer por toda el área, puesto que está compuesta enteramente de railes por lo que moverse. En esta zona, hay una especie de aspas que salen del suelo, que paraliza el salto de los protagonistas, y una especie de puentes detonantes que van explotando conforme pasan los protagonistas. Los badniks de esta fase son una especie de escarabajo naranja que está montado en una especie de mini remolque o de un ascensor. Al destruir a dicho enemigo, el protagonista se puede montar sobre cualquiera de los dos. También aparece la especie de abeja voladora, proveniente de Great Turquoise, que transporta una bomba arrojadiza. En esta zona aparece un mosquito biónico que, al visualizar al protagonista, intenta clavar su aguijón. Si falla, quedara adherido al suelo. El jefe de fase se presenta en un gran área en el que los protagonistas se mueven sobre un largo tren, y se divide en 2 fases. En la primera, el protagonista debe llegar al vagón de la Locomotora. Para ello, debe avanzar por el tren de vagón en vagón, mientras esquiva infinidad de robot-abeja que arrojan continuamente bombas sobre Sonic. Cuando llega al final, se descubre que el verdadero enemigo es la Propia Locomotora, que presenta un cañón que lanza bombas a Sonic (o Tails). Una vez es derrotado, el Tren se frena bruscamente y el protagonista avanza a la siguiente zona.

### Meta Junglira Zone
- Nombre en español: Zona de la Meta Junglira

Se trata de una vasta y florida Jungla, que tiene bastante parecido con la zona Jungle de Sonic 1, con la salvedad de que esta zona carece de agua. Caracterizada por un frondoso fondo de vegetación y enredaderas verdes que impiden ver que hay detrás de ellos. El suelo está compuesto de troncos de árboles, algunos destructibles, con un poco de hierba verde sobre la superficie. Hay algunas florecillas rosas y arbustos verdes que ambientan la zona, abundantes muelles, y una especie esferas flotantes que, al mantener contacto con el protagonista, estallan y hacen rebotar al jugador, muy parecidas a las aparecidas en Collision Chaos de Sonic CD. También hay una especie de arenas movedizas y lodo denso en las partes más bajas del escenario, que hacen hundirse al protagonista lentamente. En estas partes, también hay una especie de barriles que impulsan al protagonistas a zonas más altas de la región. Los badniks de esta zona son una especie extraña de robot saltarín de colores amarillo y azul, y un escarabajo rojo que está sitiado en diversos ascensores. El jefe es una especie de Serpiente Mecánica colgante formada por 4 bolas Anaranjadas y de borde azul, que se halla colgada de los árboles y se balancea de izquierda a derecha. Al destruirlo, Sonic (o Tails) tiene que hacer frente a una oleada de fuego que cae del cielo, que no es más que el resto del cuerpo de la Serpiente Robótica destruyéndose. Al final del acto, Knuckles hará que Sonic o Tails huyan de las Llamas que desatará cuando accione un pulsador.

### Robotnik Winter Zone
- Nombre en español: Zona Invierno Robotnik

Zona ambientada en un paraje plenamente Invernal y Glaciar, que recuerda mucho a Ice Cap de Sonic 3. El cielo es de color rosado, con algunas nubes. En el fondo, se puede observar un gran mar glaciar con varias formaciones de Icebergs muy a lo lejos. El suelo está compuesto de cuadros, que alterna los colores azul claro y oscuro, aunque su superficie está recubierta de nieve. En algunas ocasiones este suelo es resbaladizo. Si el jugador juega como Sonic, este puede obtener el objeto de Tabla de Surf, y surfear a través de la nieve. En toda la zona, también hay una serie de postes eólicos giratorios que frenan la caída y salto de Sonic y Tails. En algunos partes de suelo hay tanta nieve, que el jugador se puede hundir a partes inferiores de la zona, pudiendo caer al vacío, con la consiguiente pérdida de una vida, aunque a veces aparece una ventisca salvadora que impulsa a Sonic (o a Tails) a otras zonas más altas. Hay bloques de hielo destructibles repartidos por todo el acto que abren nuevas rutas, algunas desembocan en gargantas y pozos sin fondo. Los enemigos de esta fase son unos pingüinos-bomba, y una especie de cangrejo inmóvil de ojos rojos subido en plataformas volantes. En el tercer y último acto, antes de llegar al jefe, el protagonista debe escalar una gran colina helada, mientras esquiva pingüinos mecánicos que descienden esquiándola. Al final de ésta, aparece una gran cabeza de Pingüíno Metálica azul de pico amarillo, que suelta los pingüinos para atacar al protagonista. Finalmente, la cabeza se caerá a un gran pozo glaciar. Al final del acto, Knuckles hará que Sonic o Tails huyan de un Gran Alud de Nieve que desatará cuando accione un pulsador.

### Tidal Plant Zone
- Nombre en español: Zona Planta de Oleaje

Vasta zona herbal, Laberíntica y puramente Acuática que recuerda mucho al estilo de Tidal Tempest de Sonic CD. La Región está bañada en su mayoría por agua. Se trata de un laberinto Subacuático donde el fondo es de cuadros amarillos, y alguna que otra tubería y formación electrónica, y el suelo de bloques desordenados amarillos, que también forma una especie de cristales. El agua es de color azul pastel, tiñendo tanto fondo y suelo con dicho color, excepto algunas tubos que expulsan minas, que mantiene su morado color. En esta zona, se pueden romper algunos bloques que aparecen resquebrajados. A lo largo de la zona, existen varias tuberías por las que el protagonista puede viajar, que recuerdan mucho al estilo de Scrambled Egg de Sonic 2. Además, hay algunos interruptores que desencadenan varias cosas, como proporcionar Burbujas gigantes de supervivencia a Sonic o Tails. Si el protagonista toca una de ellas, puede introducirse y flotar dentro de ella. También hay una especie de arenas movedizas electrónicas, que si se hunde en ella, matan al protagonista. El único enemigo de esta fase es una serpiente formada por bolas de color naranja, que puede iluminarse. El jefe final de fase de esta zona es el mismísimo Knuckles, montado en un submarino, y que lanza torpedos y bombas. De vez en cuando, desaparece, dejando aparecer una burbuja para que el protagonista pueda coger aire.

### Atomic Destroyer Zone
- Nombre en español: Zona del Destructor Atómico

La Base de operaciones de Robotnik en este juego. Es la Típica Zona Electrónica y Tecnológica característica de todos los Sonic, muy similar a Electric Egg de Sonic Chaos. El fondo es de diversas formas, abunda el color azul y negro, aunque hay partes del fondo que se iluminan de colores verde y dorado. El suelo es de tonalidad azul marino. Esta zona está muy industrializada: hay numerosos ascensores e interruptores que, al pulsarlos el protagonistas, generan todo tipo de efectos negativos, como un disparo láser o la aparición de algún que otro badnik. En esta zona, abundan las tuberías, en las cuales hay algunos puntos donde hay una gran confluencia de tuberías, marcadas por una bola, donde el protagonista se para, pudiendo elegir con los botones de dirección por donde marchar. Hay dos badniks en esta zona: unos minipolluelos mecánicos morados saltarines, y una especie de pájaros que rebotan contra los muelles. El jefe final del Juego, en realidad, se basa en 5 fases:
1. Una mini-carrera contra el Metal Sonic Original (De "Sonic CD"), donde se debe evitar que golpee a Sonic o Tails, mientras avanza. Antes de la carrera, hay un monitor que, dependiendo si es Sonic o Tails, es diferente. Rocket Shoes es para Sonic, y Hyper Heli-Tails si se trata de Tails. Cuando Sonic o Tails pierde el efecto del Rocket Shoes y el Hyper Heli-Tails respectivamente, comienza la batalla como tal contra Metal Sonic. Este embiste y, de vez en cuando, se envuelve en un aura de fuego, siendo invencible en esos instantes.
2. Después, aparece Nack the Weasel, dispuesto a luchar contra el protagonista para coger la esmeralda dorada que custodia Robotnik, pero se produce un gran temblor y se retira. Entonces se desencadena una lucha contra el Doctor Robotnik, metido este en una especie de cápsula hermética que se apoya en una especie de muelle.
3. Cuando se le da un número determinado de golpes, el muelle se desprende de su nave, quedándose suspendido en el aire y descubriéndose un generador láser que lanza ráfagas de fuego y energía a chorro.
4. Después de esto, llega la última fase de la batalla: El Destructor Atómico (Que da nombre a la zona) en una habitación rodeada por una tubería. La habitación está llena de disparadores láser. Robotnik va avanzando por las tuberías, y el protagonista solo le puede dar cuando aparezca por uno de los huecos laterales. De vez en cuando, se para, ordenando a los disparadores que lancen un súper-ataque, teniendo el protagonista que ponerse en uno de los huecos para cubrirse.

Al final, Robotnik será derrotado, liberando la Esmeralda del Caos dorada que poseía y liberando a Knuckles, que había sido capturado por el Doctor después de que le entregara las Esmeraldas restantes.

## Fases especiales
Para acceder a una fase especial, el protagonista ha de encontrar el monitor Esmeralda del Caos y tener 50 anillos en el momento de romperlo. Entonces, aparecerán unas estrellas en el cielo. El jugador debe saltar hacia ella, y entonces podrá entrar.
Hay 5 fases especiales, y se siguen de manera lineal, es decir, si no supera la primera, no puede ir a la segunda, y así sucesivamente. Al final de cada una de ellas, se encuentra una Esmeralda del Caos, que el jugador debe coger.
1. Sonic (o Tails) debe pasar por una serie de obstáculos en un tiempo prefijado de 1:30. Cuando llega al final, se encuentra a Nack the Weasel, aunque se va inmediatamente.
2. Una fase pseudo-3D, donde Sonic o Tails va montado en el Tornado (la avioneta de Tails), y ha de reunir 80 anillos. Cuando los recolecta, aparece en una zona con la misma ambientación que la Special Stage primera, aunque solo para luchar con Nack the Weasel, que va sobre un muelle montado.
3. Similar a la primera, solo que al final debe luchar contra Nack the Weasel, esta vez montado sobre una máquina voladora.
4. Similar a la segunda, con la salvedad de que esta vez Nack the Weasel está montado en una máquina voladora que tiene un torpedo que lanza al protagonista.
5. Similar al esquema que oferta la primera y tercera fase especial, salvo que esta vez Nack the Weasel está montado en una especie de martillo neumático.

## Relanzamiento
Sonic Triple Trouble se incluyó como un extra oculto en el videojuego Sonic Adventure DX para GameCube y PC. Para desbloquearlo, hay que reunir todos los emblemas.
También se incluyó en el recopilatorio Sonic Gems Collection lanzado para PlayStation 2 y GameCube, aunque en este caso, está disponible desde un principio.
En marzo de 2012 el juego fue relanzado para la Consola Virtual de la Nintendo 3DS.

## Versión 16-bits
En 2022, se hizo una versión del juego en 16-bits, aunque no oficial del SEGA, creada por Noah Copeland, el remake se lanzó en Gamejolt gratuitamente, y consiguió ganarse la atención de los aficionados del juego en ese momento, el juego cambió unas cosas del juego original, como por ejemplo, que en vez de monitores de esmeraldas, se encuentren anillos ocultos con el cual entrar a las fases, y la búsqueda de 7 esmeraldas del caos en vez de 5, como era en el juego de Game Gear.